# Aulonogyrus clementi
Aulonogyrus clementi là một loài bọ cánh cứng trong họ van Gyrinidae. Loài này được Legros miêu tả khoa học năm 1946.